# Port-de-Paix

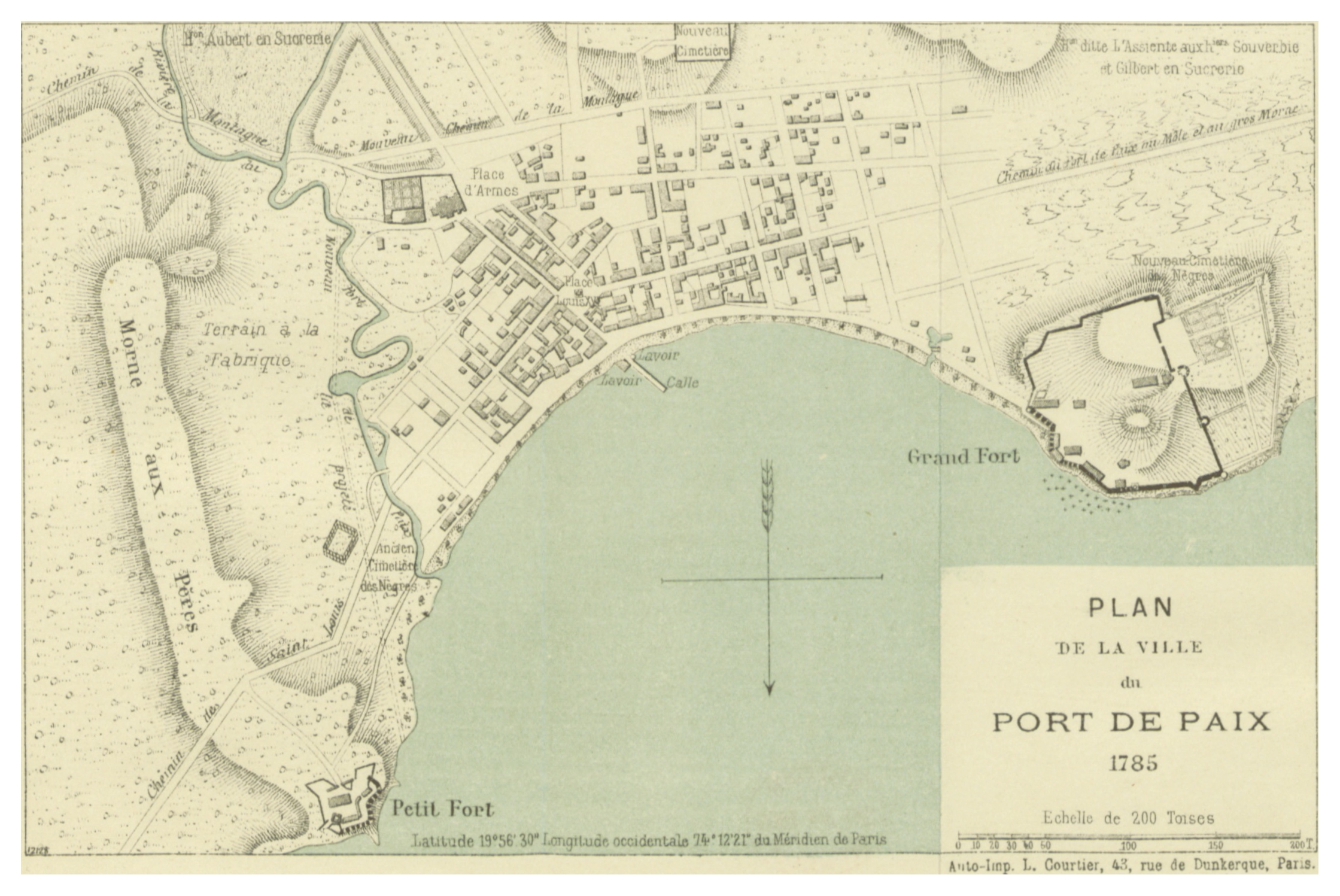
Port-de-Paix 1785

 Port-de-Paix (Haitianisch-Kreolisch Pòdpè) ist eine Hafenstadt und der Hauptort im Département Nord-Ouest im Norden von Haiti. Sie liegt am Les Trois Rivières, sowie am Canal de la Tortue gegenüber der Insel Île de la Tortue, in einer Höhe von 36 Metern über dem Meeresspiegel. In Port-de-Paix mündet die Straße 150 auf die Straße 152.
Neben dem Hafen und dem Flughafen befinden sich in Port-de-Paix vier Schulen, ein College, eine Kathedrale, drei weitere Kirchen sowie ein Hospital. Die niederbergische Stadt Erkrath unterhält patenschaftliche Beziehungen mit der Stadt Port-de-Paix.

## Geschichte
Christoph Kolumbus entdeckte am 5. Dezember 1492 Hispaniola und fand, nach Goldlagerstätten forschend, die Häfen von Port-de-Paix (damals Valparaiso), Baid'Acal (damals Thomas), Point Picolet (damals Punta Santa).
Die Stadt wurde 1665 von französischen Flibustieren gegründet, die von den Briten von der Insel Tortue vertrieben worden waren. 1679 kam es zu einem Sklavenaufstand. Für einige Zeit war der Ort Hauptstadt der Kolonie.
Im Ersten Koalitionskrieg rückten britischen Truppen, die 1793 in Môle-Saint-Nicolas gelandet waren, bis Port-de-Paix vor, wurden dort jedoch von französischen Truppen unter den Befehl von Étienne Maynaud de Bizefranc de Laveaux, dem Generalgouverneur der Kolonie Saint-Domingue, aufgehalten und mussten sich schließlich zurückziehen.
In der Zeit der spanischen und französischen Herrschaft entsandte Napoleon Bonaparte 1801 General Charles Victoire Emmanuel Leclerc mit 25.000 Mann nach Haiti, wo er im Februar 1802 ankam. Der General ging nun daran, von Le Cap aus Port-de-Paix, als Operationsbasis zu erobern, was auch am 9. Februar 1802 gelang.
1902 wurde die Stadt in einem Großbrand fast vollständig zerstört.
Während der Revolution 2004 eroberten am 24. Februar Aufständische die Hafenstadt. Dabei kam es zu Plünderungen und Bränden. 2008 wurde Port-de-Paix bei einem Hurrikan überschwemmt.
Beim Erdbeben im Oktober 2018 kamen neun Menschen ums Leben, 200 wurden verletzt. Viele Gebäude wurden zerstört oder beschädigt.

## Persönlichkeiten
- Constantin Henriquez (1880–1942) war ein haitianischer Rugbyspieler
- Émile Jonassaint (1913–1995) war Präsident von Haiti.